# Sjunnen
Sjunnen – miejscowość (tätort) w Szwecji, w regionie administracyjnym (län) Jönköping, w gminie Vetlanda.
Według danych Szwedzkiego Urzędu Statystycznego liczba ludności wyniosła: 420 (31 grudnia 2015), 409 (31 grudnia 2018) i 401 (31 grudnia 2019).